# 竜港市
竜港市（りゅうこう-し）は中華人民共和国浙江省に位置する省直轄の県級市であり、しばらく温州市に代理管轄されている。

## 歴史
- 1982年4月、蒼南県竜江港区が成立された。
- 1983年10月、蒼南県竜港鎮が成立された。
- 2019年9月、県級市に改編された。

## 行政区画
2019年9月に成立されたことから、竜港市は一般的な県級行政区と違って郷、鎮、街道がない。竜江、新城、城南、城北、平等、雲岩、江山、沿江、舥艚、蘆浦、湖前、鳳江、白沙、海城の14の片区があるが、所属の区画は村と社区しかない。